# Buckner Thruston
Buckner Thruston (ur. 9 lutego 1763 roku, zm. 30 sierpnia 1845 roku w Waszyngtonie) – amerykański prawnik i polityk.
Ukończył studia na College of William and Mary w Williamsburgu w stanie Wirginia.
W latach 1805–1809 reprezentował stan Kentucky w Senacie Stanów Zjednoczonych jako członek Partii Demokratyczno-Republikańskiej.
Jego grób znajduje się na Cmentarzu Kongresowym w Waszyngtonie.